# Esbart Joventut Nostra

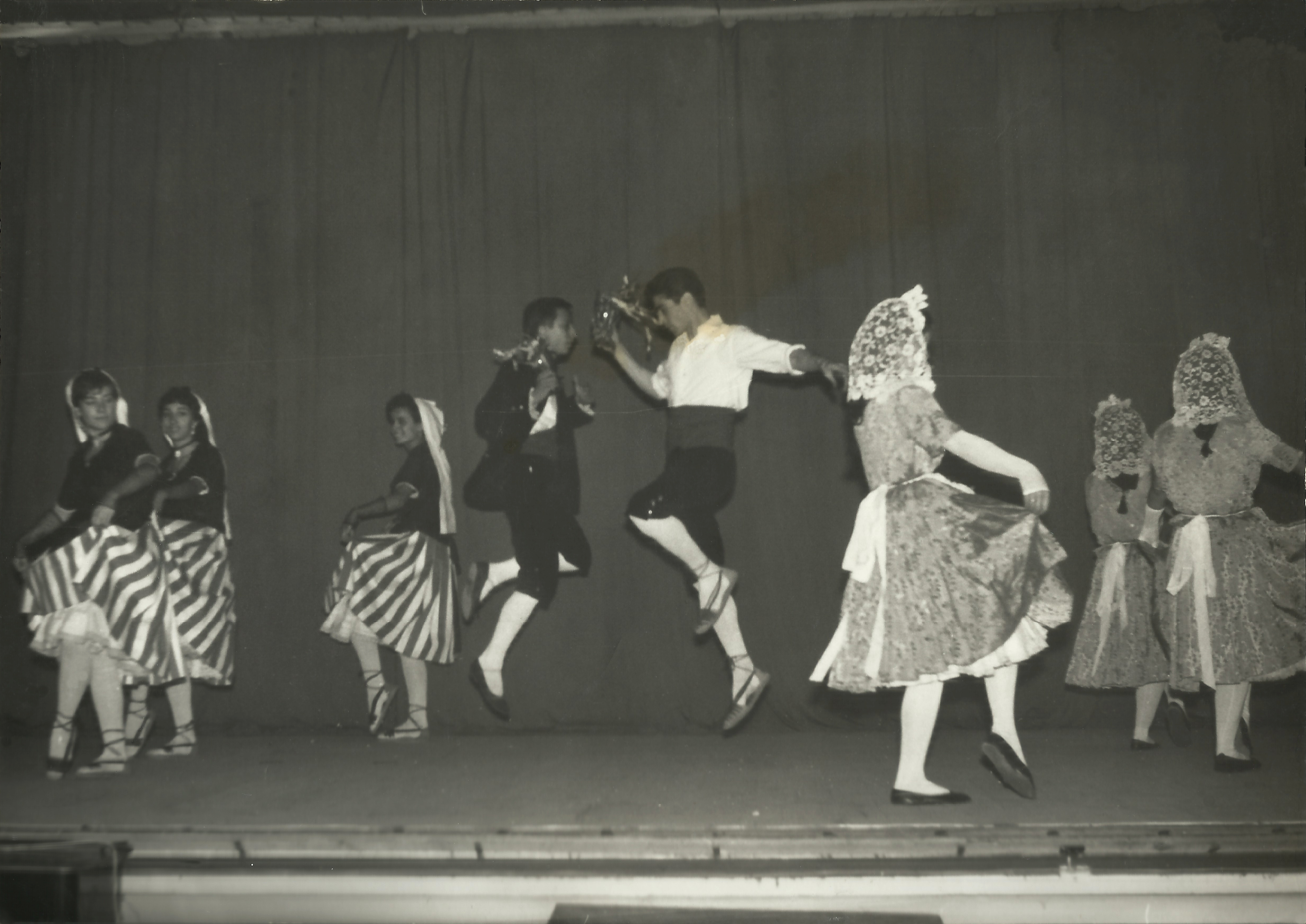
Actuació de l'Esbart Joventut Nostra, 1964

L'Esbart Joventut Nostra és un esbart dansaire del barri del Congrés de Barcelona fundat l’any 1960.

## L'esbart
Es va crear l'any 1960 com una de les seccions de l'Agrupació Congrés de Barcelona amb l’objectiu de mostrar i difondre els balls tradicionals de tots els territoris de parla catalana. Presenta espectacles formats per danses populars pròpies de la tradició del país (Catalunya Central, País Valencià, Illes Balears i Catalunya Nord), i també algunes altres de més recents, obra dels coreògrafs de l'entitat o de creadors reconeguts.
L'Esbart Joventut Nostra està format per quatre seccions, una de les quals és l'escola de dansa per a la formació de nens de tres a set anys. El dansaires del grup juvenil tenen entre vuit i setze anys; els del cos de dansa, entre disset i trenta-quatre; i el grup sènior aplega els dansaires a partir de trenta-cinc anys.
És també un dels membres fundadors de la Roda d’Esbarts Catalònia, junt amb els esbarts Montseny del Poblenou, el Montserratí Martinenc del Centre Moral del Clot i el Sant Jordi del Foment Martinenc. L'entitat es va crear l’any 1978 amb l’objectiu d’oferir ballades de grups infantils i juvenils dels esbarts catalans.
Igualment, és membre de l'Agrupament d’Esbarts Dansaires de Catalunya.
Cada any l'Esbart Joventut Nostra presenta dues mostres de dansa, una a la primavera i una altra a la tardor, que es fan la seva seu social.
Els dansaires de l'Esbart Joventut Nostra ballen acompanyats d'una cobla o d'un grup de música tradicional, per bé que de vegades també se serveixen de música enregistrada. El vestuari dels dansaires es dissenya i tria en funció de cada ball i es guarda i conserva a la seu de l'entitat.

## Trajectòria
L'esbart ha actuat arreu del país i en ciutats i poblacions europees d’entre les quals destaquen París, Tolosa, Marsella, Saint-Cyprien, Ceret, Amsterdam, Bolsward, Frankfurt, Brussel·les, Zúric i Florència. A l'estat espanyol, ha participat al Festival Internacional Ciudad de Burgos, al Festival Nacional de Pamplona i en diverses ocasions al Festival Nacional de Gastronomía y Folklore de Valladolid, entre d'altres.
Entre les actuacions que ha fet en festes majors i festivals de dansa, cal destacar les de l'Aplec Internacional de la Sardana i Grups Folklòrics, que l'entitat Adifolk organitza cada any en una ciutat europea. Així mateix, l'esbart ha participat en les Jornades Internacionals Folklòriques de Catalunya, en el Festival de l'illa de Menorca i en el Festival Valldansa de Ribes de Freser els anys 2013, 2014, 2016 i 2018.
L'any 1992 va participar en la cerimònia d'inauguració dels Jocs Olímpics de Barcelona, que es va fer el 25 de juliol, i en la qual els membres de l'Esbart van formar part del mosaic humà que formava la paraula "Hola". Igualment, va prendre part en la cerimònia d'inauguració dels Jocs Paralímpics.
El juliol de 2002 va intervenir en l'espectacle Un país que dansa que es va oferir al Teatre Nacional de Catalunya amb motiu del Centenari dels Esbarts dansaires, ballant la coreografia Recordant l’Alguer de Salvador Mel·lo. Així mateix, els balladors de l'esbart van formar part de l'espectacle Esbarts Dansant l’Imaginari, dirigit per Leo Quintana, que es va oferir l'estiu de 2004 al Fòrum Universal de les Cultures.
També ha fet col·laboracions puntuals amb el grup de teatre de l'Agrupació Congrés en diferents muntatges, com la representació de l’obra Setmana Santa de Salvador Espriu, seguint la coreografia d'Albert Sans per l'espectacle produït i dirigit per Enric Majó l’any 1989, o bé el Poema de Nadal de Josep Maria de Sagarra.

## Cinquantè aniversari
L'any 2010 l’Esbart Joventut Nostra va celebrar el seu cinquanta aniversari amb un acte central a la Parròquia Sant Pius X de barri del Congrés. Es va fer una mostra de dansa dels Països Catalans on hi van participar també els esbarts Sant Jordi, Gaudí i Català de Dansaires, tots de Barcelona, acompanyats per El Grupet i la Cobla Sabadell, dirigida per Joan Gómez, Jordi Núñez i Jesús Ventura.
Amb motiu del seu cinquantè aniversari, l'esbart va rebre el premi a la Continuïtat que atorga l'Obra del Ballet Popular.